# CAGE FORCE 02
CAGE FORCE 02（ケージ・フォース・ツー）は、日本の総合格闘技団体「CAGE FORCE」の大会の一つ。2007年3月17日、東京都江東区有明のディファ有明で開催された。

## 大会概要
CAGE FORCEライト級王座決定トーナメントでは1回戦が5試合行なわれ、CAGE FORCEウェルター級王座決定トーナメントでは1回戦が1試合、準々決勝が2試合行なわれた。

## 試合結果
第1試合 ウェルター級王座決定トーナメント 1回戦 5分3R
○  吉田善行 vs.  井上克也 ×
1R 1:45 KO（スタンドパンチ連打）
※吉田がウェルター級トーナメント準々決勝進出。
第2試合 ライト級王座決定トーナメント 1回戦 5分3R
○  高橋渉 vs.  キム・インソク ×
2R 3:06 TKO（レフェリーストップ：マウントパンチ）
※高橋がライト級トーナメント準々決勝進出。
第3試合 ライト級王座決定トーナメント 1回戦 5分3R
○  鹿又智成 vs.  "ダイソナー"・ジェイコブ・シディック ×
1R 0:09 TKO（レフェリーストップ：右フック→パウンド）
※鹿又がライト級トーナメント準々決勝進出。
第4試合 ライト級王座決定トーナメント 1回戦 5分3R
○  アルトゥール・ウマハノフ vs.  カイナン・カク ×
2R 3:57 TKO（レフェリーストップ：パウンド）
※ウマハノフがライト級トーナメント準々決勝進出。
第5試合 ライト級王座決定トーナメント 1回戦 5分3R
○  光岡映二 vs.  ブライアン・コッブ ×
3R 1:38 フロントチョーク
※光岡がライト級トーナメント準々決勝進出。
第6試合 ライト級王座決定トーナメント 1回戦 5分3R
○  朴光哲 vs.  ヤルッコ・ラートマキ ×
1R 2:33 TKO（レフェリーストップ：マウントエルボー）
※朴がライト級トーナメント準々決勝進出。
第7試合 ウェルター級王座決定トーナメント 準々決勝 5分3R
○  菊地昭 vs.  ジャレッド・ローリンズ ×
2R 1:34 TKO（レフェリーストップ：マウントパンチ）
※菊地がウェルター級トーナメント準決勝進出。
第8試合 ウェルター級王座決定トーナメント 準々決勝 5分3R
○  門馬秀貴 vs.  ヤンネ・トゥリリンタ ×
1R 1:48 TKO（レフェリーストップ：アームロック）
※門馬がウェルター級トーナメント準決勝進出。